# Truhlářka (Nebušice)
Truhlářka je usedlost vybudovaná v Nebušicích (objekt číslo popisné 48) na severozápadě Prahy. Je považována za nejvýstavnější z nebušických usedlostí.

## Historie
V místech, kde stojí, se dříve rozkládaly vinice, jež vlastnil řád premonstrátů. Zde stojící objekt ve vinicích je doložen již ve 14. století, coby součást Strahovského kláštera. V polovině 18. století prošel objekt přestavbou a rozšířením. Vzhled patrný na počátku 21. století získala usedlost opravou, jež proběhla během roku 1946.

### Popis
Patrový objekt je zbudován v barokním slohu. Vyznačuje se ozdobně zpracovaným štítem a zděnou lodžií, jež se nachází po celé její jižní straně. Usedlost je využívána k bydlení.